# 乌德兰库尔
乌德兰库尔（法語：Houdelaincourt，法語發音：[udlɛ̃kuʁ]）是法国默兹省的一个市镇，位于该省南部偏东，属于科梅尔西区。

## 地理
乌德兰库尔（48°32'55"N, 5°28'23"E）面积16.07 平方千米，位于法国大東部大區默兹省，该省份为法国西北部内陆省份，北与比利时接壤，西接马恩省和阿登省，南至上马恩省和孚日省，东临默尔特-摩泽尔省。
与乌德兰库尔接壤的市镇（或旧市镇、城区）包括：阿班维尔、博内、德卢兹-罗西耶尔、圣茹瓦尔、德芒日-博迪涅库尔。

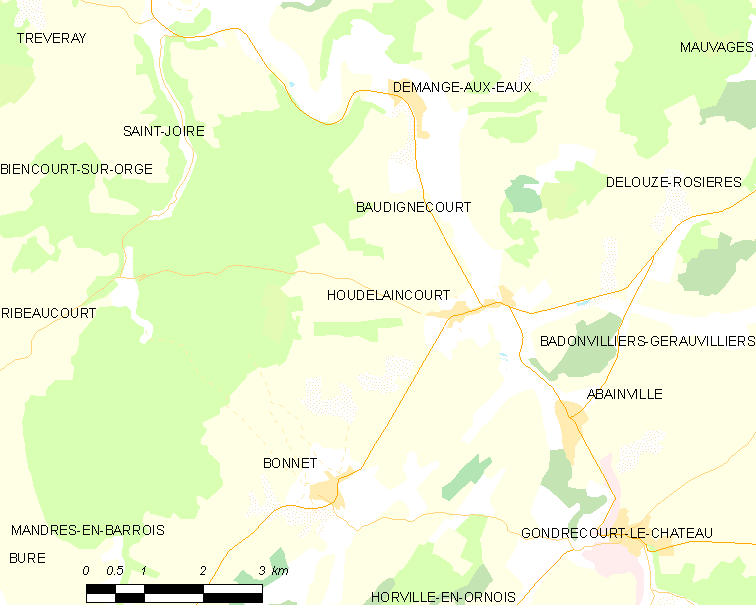
乌德兰库尔的OSM定位图

乌德兰库尔的时区为UTC+01:00、UTC+02:00（夏令时）。

## 行政
乌德兰库尔的邮政编码为55130，INSEE市镇编码为55248。

## 政治
乌德兰库尔所属的省级选区为利尼昂巴鲁瓦县。

## 人口

1962-2008年间乌德兰库尔人口变化图示

乌德兰库尔于2022年1月1日时的人口数量为277人。